# Landkreis Ludwigslust
Landkreis Ludwigslust var ett distrikt (Landkreis) i det tyska förbundslandet Mecklenburg-Vorpommern.
Distriktet låg söder om förbundslandet Schleswig-Holstein, distriktet Nordwestmecklenburg och staden Schwerin, väster om distriktet Parchim, norr om förbundslandet Brandenburg samt öster om förbundslandet Niedersachsen. Distriktets huvudort var Ludwigslust.
Den 4 september 2011 sammanlades distriktet Ludwigslust med distriktet Parchim, som bildas nuvarande distriktet Ludwigslust-Parchim.